# ملفين ليندسي
ملفين ليندسي (بالإنجليزية: Melvin Lindsey)‏ هو صحفي أمريكي، ولد في 8 يوليو 1955 في واشنطن العاصمة في الولايات المتحدة، وتوفي بنفس المكان في 26 مارس 1992.